# Verrohrung (Wasserbau)

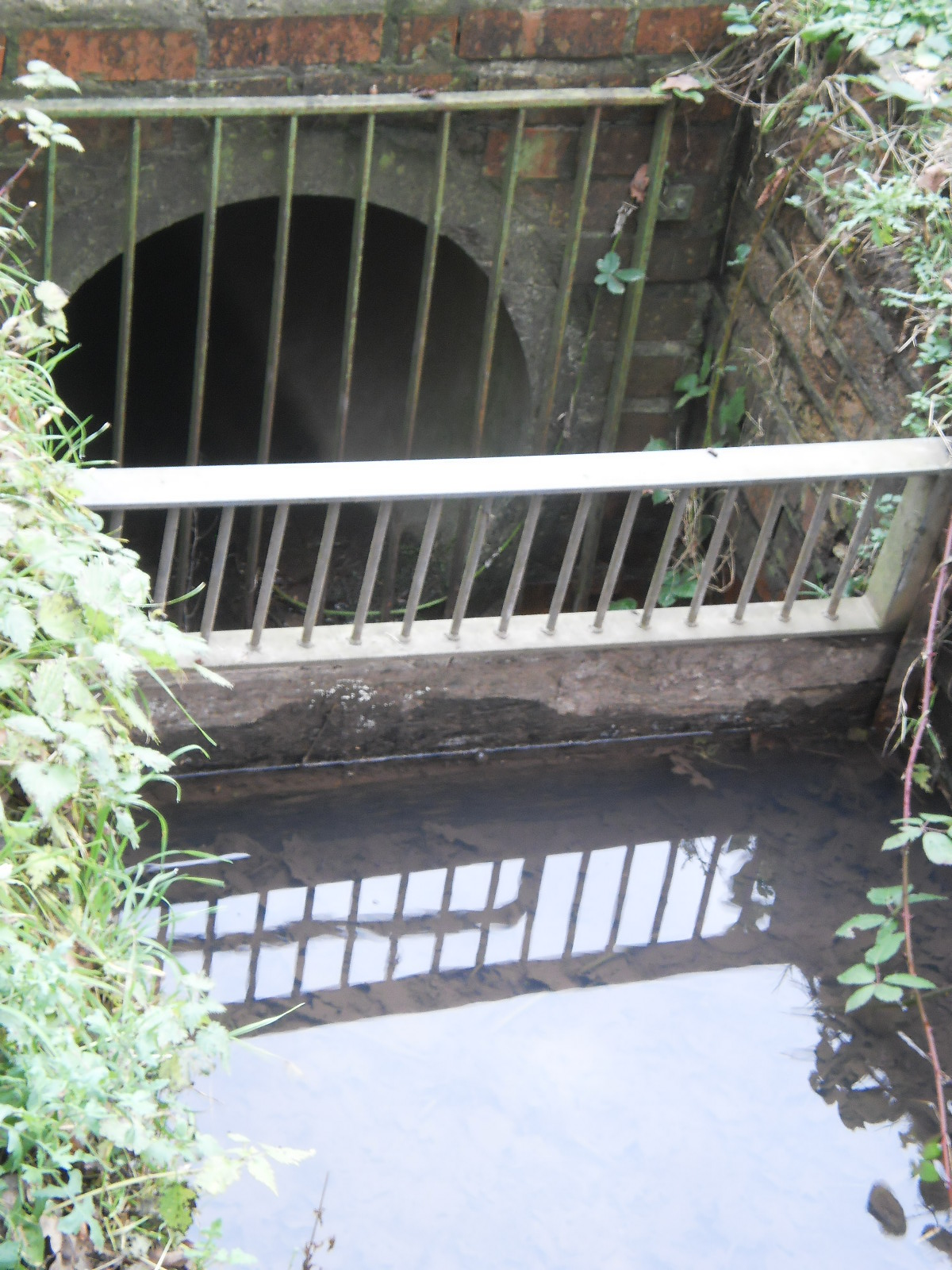
Ende eines Grabens am Waldrand

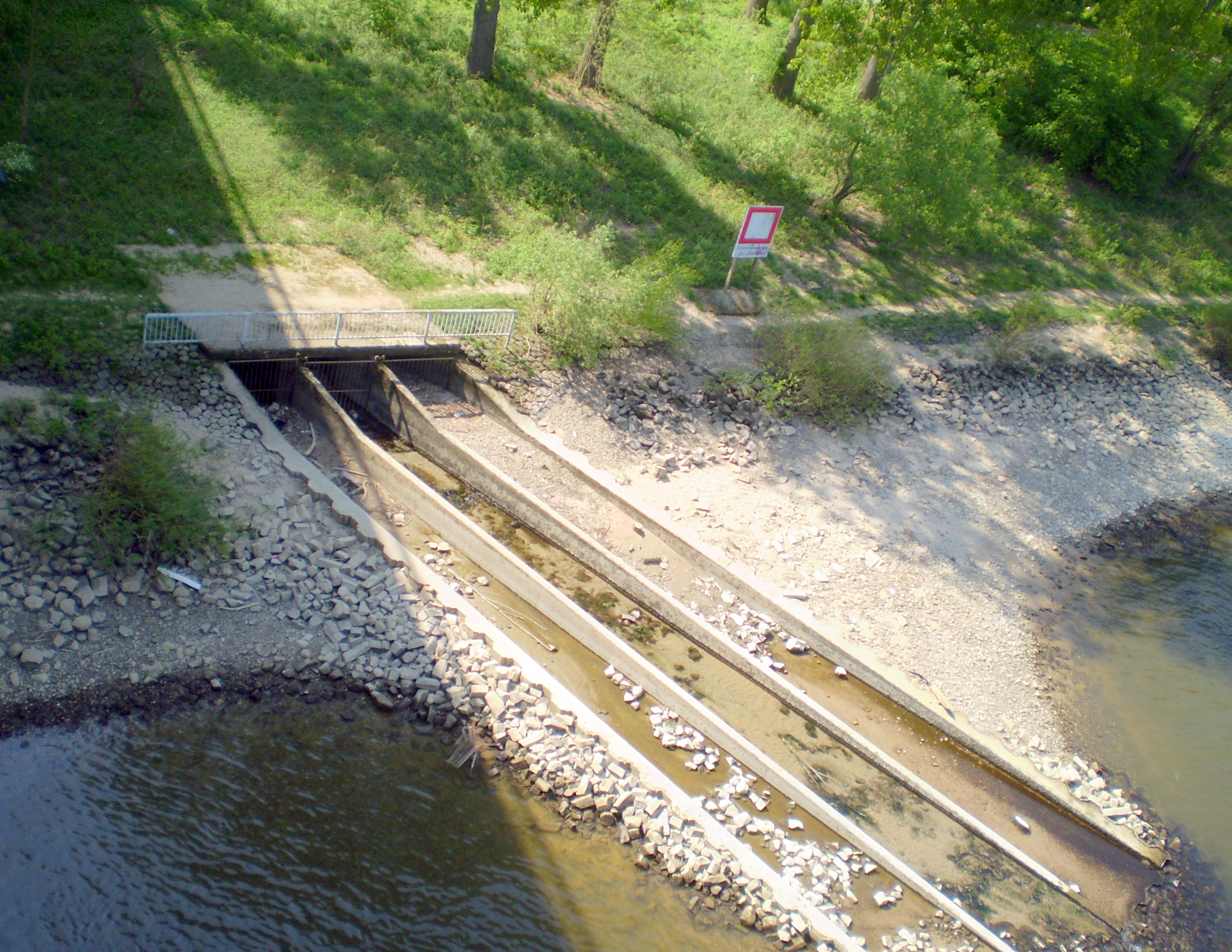
Annaberger Bach in Bonn am Austritt des Bachs in den Rhein

Unter Verrohrung versteht man im Wasserbau die Verlegung eines Fließgewässers unter die Erde.
Dieser Begriff fasst die Verlegung in eine Rohrleitung wie auch die Führung in einem abgedeckten Kanal zusammen.
Die Führung im Rohr dient der wasserbaulichen Führung des Gewässerlaufs, in manchen Fällen auch der Drainage (Entwässerung), siehe Sickerleitung.
Verrohrungen finden sich sowohl auf ganz kurzen Strecken als Gewässerdurchlass, etwa bei Straßen- und Bahndämmen (im Sinne einer vereinfachten grundbaulichen Lösung anstatt einer Brücke) ebenso wie auf langen Gewässerabschnitten, etwa im Stadtbereich. Damit mischen sich bei der Verrohrung die Begriffe des Kanals als künstlich hergestelltem Gewässerbett mit dem der Kanalisation als Abwassersystem für Oberflächengewässer.
Sonderformen der Verrohrung sind beispielsweise das Aquädukt (Leitungsbrücke, gibt es auch in ungedeckter Ausführung), der Düker (Druckleitung als Unterführung, etwa unter ein anderes Gewässer) oder die Druckrohrleitung bei starkem Gefälle (etwa bei Gewässerumleitungen als Zuführung in Bereich von Wasserkraftwerken). Bei gänzlich im Gestein geführten Leitungen (Felsbau) spricht man von Wasserstollen. Unterirdische Führungen von Fließgewässern werden auch als Dole bezeichnet.
Verrohrung ist die stärkste Verbauungsklasse künstlicher oder erheblich anthropogen veränderter Gewässer, und damit die stärkste Denaturierung eines Gewässers.
Im Siedlungsbereich stand für Verrohrungen in der Vergangenheit eine kostengünstige Bauweise im Vordergrund, zur Gewässerentwicklung und Verbesserung der Gewässergüte kann eine (Teil-)Renaturierung gewässermorphologische Defizite wie eine Verrohrung reduzieren.